# Episodi di Liberi tutti
La prima ed unica stagione della serie televisiva Liberi tutti, composta da 12 episodi, è stata distribuita in anteprima sulla piattaforma streaming gratuita RaiPlay il 14 dicembre 2019. In televisione viene trasmessa dal 9 maggio 2020 su Rai 3.
Particolarità dei titoli delle puntate è che sono tutti espressi in forma interrogativa, citando una domanda posta di volta in volta da un personaggio all'interno della puntata stessa.
| nº | Titolo                                 | Pubblicazione    | Prima TV       | Ascolti TV       |
| -- | -------------------------------------- | ---------------- | -------------- | ---------------- |
| 1  | Ma bevete anche l'acqua piovana?       | 14 dicembre 2019 | 9 maggio 2020  | 1 119 000 (4,3%) |
| 2  | Ci vivresti in un posto così?          | 14 dicembre 2019 | 9 maggio 2020  | 1 119 000 (4,3%) |
| 3  | Quant'è libero un fringuello?          | 14 dicembre 2019 | 16 maggio 2020 | 923.00 (3,7%)    |
| 4  | Ma la giacca la vuole tutta?           | 14 dicembre 2019 | 16 maggio 2020 | 923.00 (3,7%)    |
| 5  | Cosa c'è sotto?                        | 14 dicembre 2019 | 23 maggio 2020 | 685 823 (2,95%)  |
| 6  | Caffè e cornetto?                      | 14 dicembre 2019 | 23 maggio 2020 | 685 823 (2,95%)  |
| 7  | Ma quanto vale una pera del Milanetto? | 14 dicembre 2019 | 30 maggio 2020 | 601 000 (2,8%)   |
| 8  | Lo sa il gatto di chiamarsi Stendhal?  | 14 dicembre 2019 | 30 maggio 2020 | 601 000 (2,8%)   |
| 9  | Nemico interiore o esteriore?          | 14 dicembre 2019 | 30 maggio 2020 | 601 000 (2,8%)   |
| 10 | A cosa sei disposto a rinunciare?      | 14 dicembre 2019 | 6 giugno 2020  | 610 000 (3%)     |
| 11 | Qual è il rumore di un bacio?          | 14 dicembre 2019 | 6 giugno 2020  | 610 000 (3%)     |
| 12 | Cos'è la libertà?                      | 14 dicembre 2019 | 6 giugno 2020  | 610 000 (3%)     |

## Ma bevete anche l'acqua piovana?

### Trama
- Altri interpreti: Sara Basserman (Sara), Giuseppe Ciciriello (poliziotto), Cristina Pellegrino (magistrato), Giulia Anchisi (Idea), Emiliano Campagnola (Alberto), Giulia Mombelli (Giulia), Alessandro Federico (poliziotto 1), Claudio Parise (poliziotto 2)

## Ci vivresti in un posto così?

### Trama
- Altri interpreti: Giulia Anchisi (Idea), Emiliano Campagnola (Alberto), Giulia Mombelli (Giulia), Romana Maggiora Vergano (Valentina)

## Quant'è libero un fringuello?

### Trama
- Altri interpreti: Marcello (Adriano De Micheli), Alessandro Federico (poliziotto 1), Claudio Parise (poliziotto 2)

## Ma la giacca la vuole tutta?

### Trama
- Altri interpreti: Giulia Anchisi (Idea), Emiliano Campagnola (Alberto), Giulia Mombelli (Giulia), Romana Maggiora Vergano (Valentina), Maurizio Pepe (Marcus), Gerhard Koloneci (Gleb), Giulio Matano (sarto), Amedeo D'Amico (capo del Torrino)

## Cosa c'è sotto?

### Trama
- Altri interpreti: Giulia Anchisi (Idea), Emiliano Campagnola (Alberto), Giulia Mombelli (Giulia), Maurizio Pepe (Marcus), Gerhard Koloneci (Gleb), Cristina Pellegrino (magistrato), Claudio Boccaccini (padre di Eleonora), Cristina Aubry (madre di Eleonora)

## Caffè e cornetto?

### Trama
- Altri interpreti: Giulia Anchisi (Idea), Emiliano Campagnola (Alberto), Giulia Mombelli (Giulia), Maurizio Pepe (Marcus), Gerhard Koloneci (Gleb), Alessandro Federico (poliziotto 1), Claudio Parise (poliziotto 2), Maria Chiara Sasso (Veronica), Daniele Natali (uomo arrabbiato), Ivan Urbinati (Menicucci)

## Ma quanto vale una pera del Milanetto?

### Trama
- Altri interpreti: Giulia Anchisi (Idea), Emiliano Campagnola (Alberto), Giulia Mombelli (Giulia), Romana Maggiora Vergano (Valentina), Maurizio Pepe (Marcus), Gerhard Koloneci (Gleb)

## Lo sa il gatto di chiamarsi Stendhal?

### Trama
- Altri interpreti: Giulia Anchisi (Idea), Giulia Mombelli (Giulia), Adelmo Togliani (principe Ciro del Poggio di Filicudi)

## Nemico interiore o esteriore?

### Trama
- Altri interpreti: Giulia Anchisi (Idea), Emiliano Campagnola (Alberto), Giulia Mombelli (Giulia), Andrea Bruschi (Maurizio Tavani), Adelmo Togliani (principe Ciro del Poggio di Filicudi), Daniel De Rossi (ragazzo di Schio 1), Manuel Ricco (ragazzo di Schio 2)

## A cosa sei disposto a rinunciare?

### Trama
- Altri interpreti: Giulia Anchisi (Idea), Emiliano Campagnola (Alberto), Giulia Mombelli (Giulia), Romana Maggiora Vergano (Valentina), Andrea Bruschi (Maurizio Tavani), Lele Marchitelli (Guglielmo), Emanuele Linfatti (artista maledetto), Giulio Ferretto (Andrea Quattropani), Alessandro Federico (poliziotto 1), Claudio Parise (poliziotto 2)

## Qual è il rumore di un bacio?

### Trama
- Altri interpreti: Giulia Anchisi (Idea), Emiliano Campagnola (Alberto), Giulia Mombelli (Giulia), Cristina Pellegrino (magistrato), Romana Maggiora Vergano (Valentina), Emanuele Linfatti (artista maledetto), Raffaele Gangale (poliziotto nuovo), Massimo Lello (De Angelis), Mauro Pescio (marito), Arianna Gaudio (moglie)

## Cos'è la libertà?

### Trama
- Altri interpreti: Giulia Anchisi (Idea), Emiliano Campagnola (Alberto), Giulia Mombelli (Giulia), Maurizio Pepe (Marcus), Gerhard Koloneci (Gleb), Cristina Pellegrino (magistrato), Giulio Ferretto (Andrea Quattropani), Carlo Ragone (poliziotto blindato 1), Andrea Mautone (poliziotto blindato 2)